# Stanhopea stevensonii
Stanhopea stevensonii es una especie de orquídea endémica del departamento del Meta en Colombia.
Crece en ambientes cálidos, húmedos y preferiblemente sin luz directa, aproximadamente a 400 metros de altitud. Las flores son de un color amarillo dorado con pequeños puntos de rojo oscuro, miden entre 7 y 8 cm, y crecen en grupos de entre cinco y siete por cada inflorescencia.